# Allied Aviation XLRA
Allied Aviation XLRA — прототип транспортной летающей лодки-планёра, построенный по заказу Военно-морских сил США во время Второй Мировой войны. Являлся монопланом для перевозка до десяти солдат. Всего было произведено два опытных экземпляра, заказ на 100 экземпляров XLRS был отменен после того, как ВМФ США решили использовать для транспортных нужд самолёты с двигателями. Также была спроектирована усовершенствованная версия XLRA-1 с обозначением LR2A, но так и не была произведена.

## Технические характеристики (XLRA-1)
Источник данных: 

Технические характеристики
- Экипаж: 2 пилота
- Пассажировместимость: 10 солдат
- Длина: 12,2 м
- Размах крыла: 22 м
- Высота: 3,7 м

Лётные характеристики